# Robsonodendron eucleiforme
Robsonodendron eucleiforme är en benvedsväxtart som först beskrevs av Christian Friedrich Ecklon och Zeyh., och fick sitt nu gällande namn av R.H. Archer. Robsonodendron eucleiforme ingår i släktet Robsonodendron och familjen Celastraceae. Inga underarter finns listade.